# Роблето, Эрнан
Эрнан Робле́то Уэте (исп. Hernán Robleto Huete; 17 октября 1892, Камоапа — 17 февраля 1968, Федеральный округ) — никарагуанский писатель, журналист, государственный деятель. Основатель газеты «Импарсьяль» (El imparcial, 1915), а также «Новедадес» (Novedades), La flecha и литературного журнала «Никарио» (Nicario).

## Биографические данные
Ещё молодым боролся против консерваторов в 1910 году и против североамериканской интервенции в Никарагуа в 1912 году. Также был осведомлен о последних моментах жизни генерала Бенхамина Селедона, вместе с которым он участвовал в Конституционалистской революции 1926–1927 годов. Соучредитель Независимой либеральной партии, он пережил преследования и тюрьмы, а также отправился в изгнание в Мексику.
Был консулом Никарагуа в Мексике в 1934 году. Он занимал должность заместителя министра народного просвещения (1937) и губернатора Национального округа (1939–1940). Во время его руководства в Манагуа был построен Храм музыки и начата кампания по посадке деревьев в городе.
Председательствовал в Ассоциации никарагуанских писателей и американских художников.
Похоронен в Ротонде выдающихся людей на Главном кладбище Манагуа.

## Работы
Автор пьес («Зелёная роза», «Пепельный крест», «Кандидат Агаплто»), сборника стихов «Дали», сборника автобиографических эссе и рассказов «Обитель воспоминаний» (1960), историко-публицистических работ вроде «Империализма янки в Никарагуа» (El imperialismo yanki en Nicaragua, 1933) и «Питомца Панчо Вильи: эпизодов Мексиканской революции» (La mascota de Pancho Villa: episodios de la revolución mexicana, 1934), романов «Весна в больнице» (Primavera en el hospital, 1923/1924), «Селедон» (1931), «Задушенные» (1933), «Дон Отто и девочка» (Don Otto y la niña Margarita, 1944), «Неподвижные компасы» (Brújulas fijas, 1961/1962). Его книга «Кровь в тропиках» (Sangre en el trópico, 1930), дающая картину борьбы против североамериканских интервентов в 1920-х, считается первым никарагуанский роман, получившим международную популярность и распространение (в 1966 году получил премию Рубена Дарио).